# Département de Unión
Le département de Unión est une des 26 subdivisions de la province de Córdoba, en Argentine. Son chef-lieu est Bell Ville.
Le département a une superficie de 11 182 km2. Sa population s'élevait à 100 247 habitants au recensement de 2001.

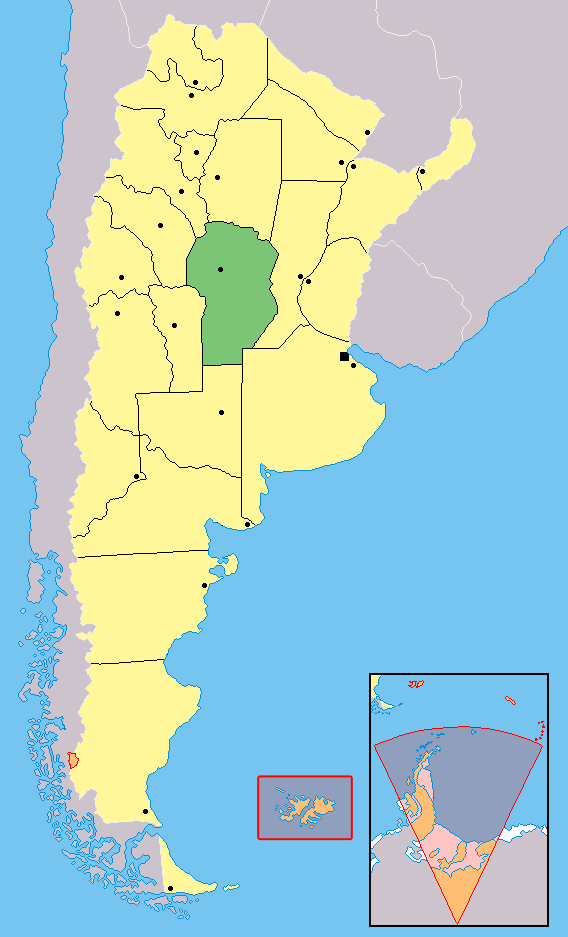
Localisation de la province de Córdoba en Argentine.